# Mirowo (obwód Stara Zagora)
Mirowo (bułg. Мирово) – wieś w południowej Bułgarii, w obwodzie Stara Zagora, w gminie Bratja Daskałowi. Według danych Narodowego Instytutu Statystycznego, 31 grudnia 2011 roku wieś liczyła 751 mieszkańców.